# Mario Espinosa Contreras

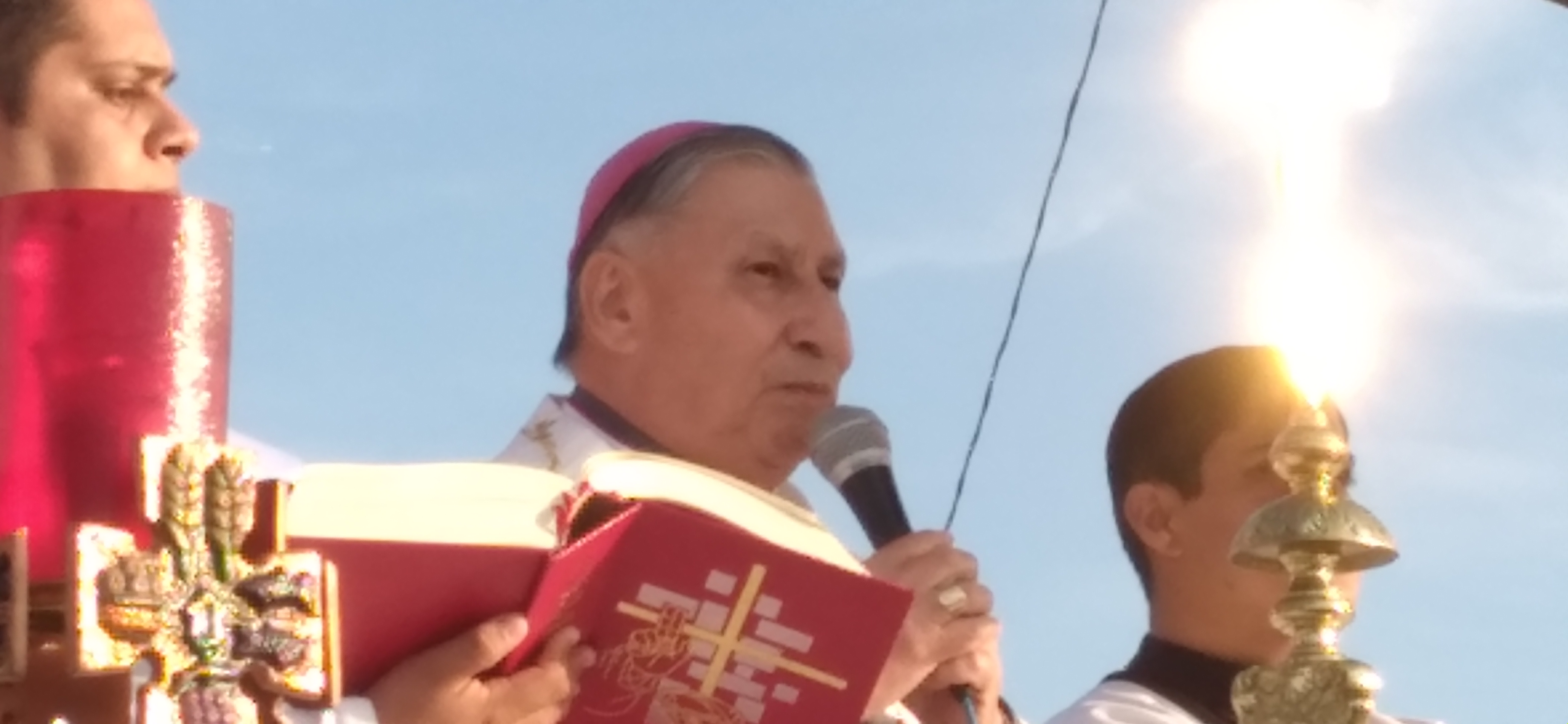
Mario Espinosa Contreras, 2024

Mario Espinosa Contreras (* 22. November 1949 in Tepic) ist Bischof von Mazatlán. 

## Leben
Mario Espinosa Contreras empfing am 14. Juli 1973 die Priesterweihe.
Papst Johannes Paul II. ernannte ihn am 2. April 1996 zum Bischof von Tehuacán. Die Bischofsweihe spendete ihm der Erzbischof von Monterrey, Adolfo Antonio Kardinal Suárez Rivera, am 11. Mai desselben Jahres; Mitkonsekratoren waren Norberto Rivera Carrera, Erzbischof von Mexiko, und Alfonso Humberto Robles Cota, Bischof von Tepic.
Am 3. März 2005 wurde er zum Bischof von Mazatlán ernannt. 